# Панагра
Пана́гра — рыболовный крючок, или мормышка, с припаянной снизу пружинкой для удержания насадки (мотыля). Применяется в рыболовстве. Мотыля зажимают между цевьём крючка и пружинкой (упругой проволочкой), и он долго сохраняется живым, двигается. Эффективно при ловле леща. Лещ плохо видит, но хорошо чувствует, и всегда быстрее, охотнее клюёт на шевелящихся личинок, чем просто лежащих. Шевелящиеся личинки создают микровибрации в воде, которые рыба чувствует боковой линией.